# Cabera carnea
Cabera carnea là một loài bướm đêm trong họ Geometridae.